# Гидросеялка

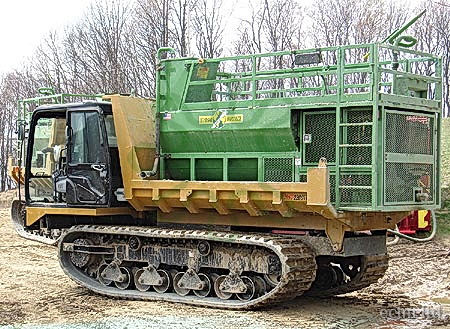
Гидросеялка, установленная на вездеходном шасси

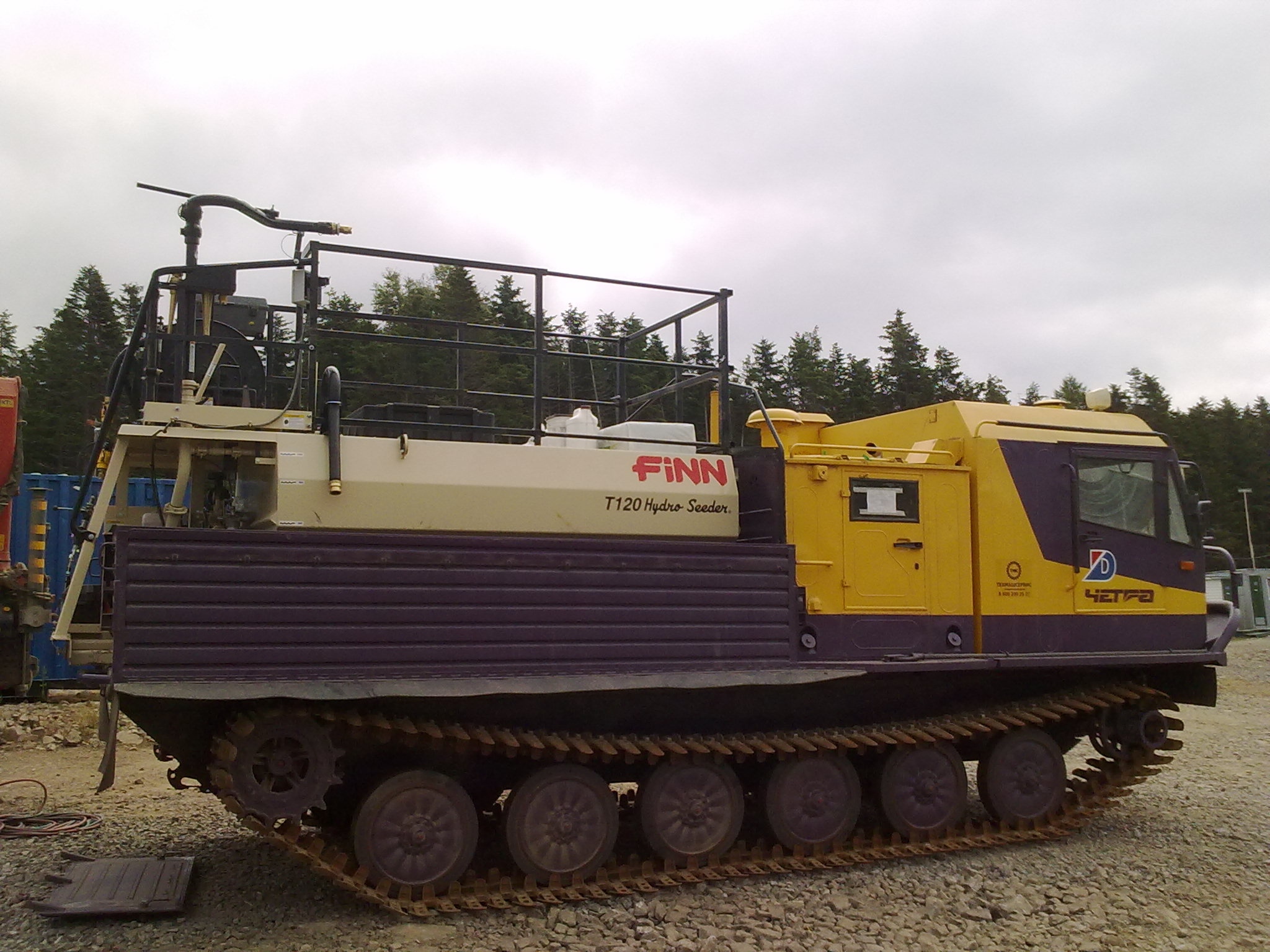
Гидросеялка для сложных рельефных участков

Гидросеялка (гидросидер, гидромульчер) — это многофункциональное устройство для подготовки и распыления водной эмульсии по обрабатываемой поверхности. Наиболее широкое применения нашла в технологиях гидропосева и гидромульчирования.

## Принцип работы
Гидросеялка производит рассеивание с водой семян, удобрений и/или нейтрализаторов pH, древесноволокнистой мульчи или стабилизирующих материалов в любой требуемой или желаемой комбинации. Материалы загружаются в бак гидросеялки, смешиваются с водой и поддерживаются в виде суспензии с помощью смесительного процесса — принудительной циркуляции смеси и/или механического перемешивания. Тем самым образуется суспензия, закачиваемая насосом под давлением в устройство распыления и затем направляемая оператором на обрабатываемый участок.

## Применение
Гидросеялки являются эффективными устройствами для быстрого и равномерного нанесения материалов с водой, поэтому могут применяться в различных целях. Основными являются:
- гидропосев — нанесение на почву суспензии древесноволокнистой мульчи (расход до 2000кг/га), травосмеси и добавок для создания технического газона
- гидромульчирование — защита склонов, с использованием противоэрозионных составов (расход от 2000кг/га) и травосмесей, а также создание высококачественных спортивных газонов
- пылеподавление на грунтовых дорогах и на открытом грунте
- полив газонов
- внесение добавок в грунт (коррекция водородного фактора pH, засоленности)
- ежедневное закрытие на полигонах ТБО

## Конструкция
Гидросеялка имеет несколько функциональных модулей:
- бак — ёмкость для подготовки водной смеси, оснащенный устройством для перемешивания; Бак обычно стальной, реже, для простых моделей — полиэтиленовый. Объём — 150-12000л.
- насос для обеспечения необходимого давления при распылении. Также часто используется для циркуляции смеси для сохранения её гомогенности и для подкачки чистой воды в систему. Большие установки могут иметь два насоса разных видов работ либо параллельной работы;
- система распыления (шланг/форсунка либо турель/форсунка) — система для точного нанесения смеси на обрабатываемый участок;
- силовая установка с приводами и управлением. Чаще используется отдельный двигатель, реже — гидравлическая система отбора мощности (ВОМ, PTO);
- опциональная система промывки магистралей чистой водой;
- опциональные системы предварительной подготовки (шредер, система подачи);

Наиболее популярны модели с объёмами 300-500л, 1000-1300л и 3000-4000л.

## Типы установок
Самыми простыми и доступными являются установки с водометным типом перемешивания. Небольшой центробежный насос с прямым приводом от ДВС прокачивает пульпу в режиме рециркуляции. Смесь, подаваемая в бак с большой скоростью, создает эффект бурления, при котором перемешивание идет быстрее. По готовности, оператор переключает режим на распыление, и смесь подается в шланг и на распылительную форсунку. Такие установки может работать лишь с простыми подвижными смесями и «легкими» материалами, поэтому они применяются в относительно простых задачах.
Универсальные гидросеялки (гидросидеры) имеют в баке специальные валы с лопастями определенной конструкции для эффективной подготовки разнообразных эмульсий для всех видов работ. Валы (один или несколько) помогают быстро приготовить смесь, равномерно распределив компоненты по объёму, и поддерживать её в гомогенном состоянии до опустошения бака. Привод валов реализуется по-разному: цепной передачей, клиновыми ремнями или с помощью гидравлической системы. У каждого варианта есть свои особенности и свои почитатели. Аналогично приводится в системе и помпа. Быстрая подготовка смеси производится с помощью валов, на заключительной стадии, для ускорения, часто добавляют и насос.
В наиболее производительных системах, способных решать самые сложные задачи, ставится либо большие (4") центробежные насосы, либо, что чаще, выталкивающие эмульсионные насосы — шестеренчатые или шнековые. Они обеспечивают равномерную подачу и постоянное давление даже вязких эмульсий, на значительное расстояние. Известны случаи, когда монтаж противоэрозионной смеси Флекстерра  производился на расстоянии 400 метров от установки, без проблем для оборудования. Другим преимуществом выталкивающих насосов является более эффективное использование объёма — в одной загрузке можно использовать более количество компонентов и обработать, соответственно, большую площадь.  К преимуществам центробежных насосов можно отнести производительность и дальность распыления за счет высокой скорости выхода смеси.

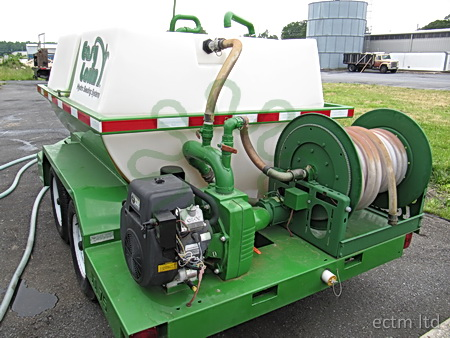
Гидросеялка, водометный тип
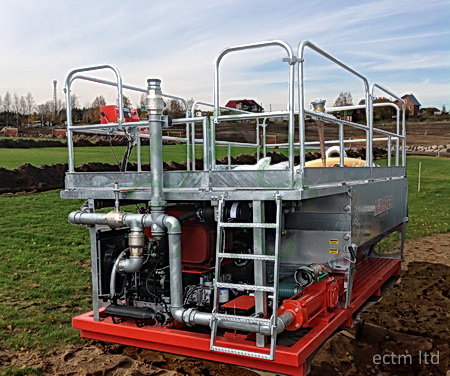
Гидросеялка, гидравлика
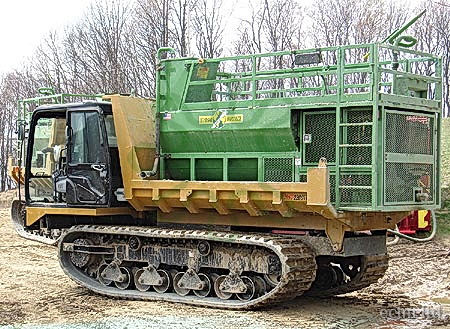
Гидромульчер
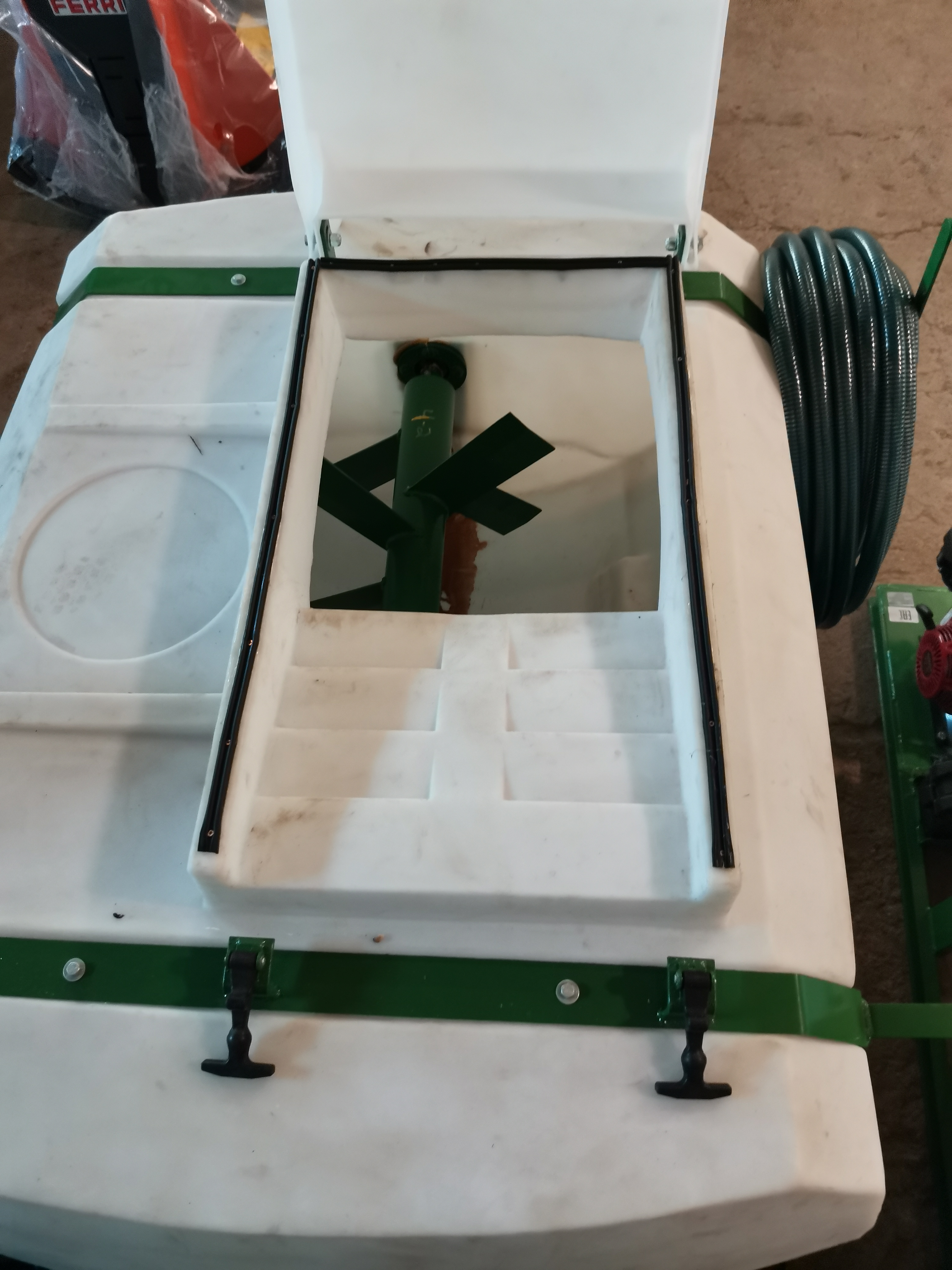
Гидропосевная установка с механическим типом смешивания